# Погорелое (Рязанская область)
Погорелое — поселок в Спасском районе Рязанской области. Входит в Михальское сельское поселение

## География
Находится в центральной части Рязанской области на расстоянии приблизительно 21 км на северо-восток по прямой от районного центра города Спасск-Рязанский.

## Население
Численность населения: 4 человека в 2002 году (русские 100 %), 0 в 2010.